# Willem de Fesch
Willem de Fesch (ur. 26 sierpnia 1687 w Alkmaarze, zm. 3 stycznia 1761 w Londynie) – holenderski kompozytor i skrzypek okresu baroku.
Mistrz sonaty i innych barokowych gatunków muzycznych. Tworzył zarówno w Holandii jak i w Wielkiej Brytanii, gdzie wydał wiele anglojęzycznych pieśni, takich jak I love t'is true in my breast, O lovely Maid i To make me feel a virgin's charms.
Do Wielkiej Brytanii wyjechał w 1731 roku, gdzie został skrzypkiem w orkiestrze, prowadzonej przez Georga Friedricha Händla. Był także aktywny jako solista i kompozytor tworzący w barokowym stylu włoskim, zwłaszcza concerti grossi, m.in. utwory z opusów 2, 3, 5, i 10 oraz sonaty na wiolonczelę op. 8.
W Londynie de Fesch wystawił swoje oratorium Judith. Miało to miejsce w 1733 roku, a więc w rok po wystawieniu Esther (1732) Händla – pierwszego oratorium angielskiego. Dwa pierwsze oratoria angielskie napisali więc cudzoziemcy.
Manuskrypt innego oratorium de Fescha, Joseph z 1745 roku, został odkryty w roku 1980 przez belgijskiego muzykologa Pietera Andersena w archiwum Royal Academy. W 1984 wystawiono Józefa po raz pierwszy od czasów de Fescha, a w 1987 zorganizowano w Alkmaar Feschtival, poświęcony twórczości kompozytora.